# (48736) Ehime
(48736) Ehime ist ein Asteroid des Hauptgürtels, der am 27. Februar 1997 vom japanischen Astronomen Akimasa Nakamura am Kuma-Kōgen-Observatorium (IAU-Code 360) in der Präfektur Ehime auf der Insel Shikoku entdeckt wurde.
Der Asteroid wurde am 28. September 2004 nach der Präfektur Ehime benannt, in der er entdeckt wurde.